# 拉斯克拉
拉斯克拉，是西班牙加泰罗尼亚塔拉戈纳省的一个市镇。总面积51平方公里，总人口812人（2001年），人口密度16人/平方公里。